# ماريانو بينلوري
ماريانو بينلوري (بالإسبانية: Mariano Benlliure)‏‏ (8 سبتمبر 1862 – 8 نوفمبر 1947) هو نحّات إسباني لهُ العديد من النُصْب العامة والتماثيل الدينية في إسبانيا وكان نمطه النحتيّ يتصف بالواقعيَّة البطوليَّة.
ولِدَ بينلوري في حي «إل غراو» بمدينة بلنسية. غلبت على تماثيله الأولى مظاهر مصارعة الثيران حيث كان ينحتها بالشمع ويشكِّلها بالبرونز. وعرض حين كان يبلغ الثالثة عشرة من العمر نموذجاً لفارس مصارع للثيران في المعرض الوطني للفنون الجميلة عام 1876. سافر إلى باريس مبتغياً أن يمتهن الرسم، وكان قد تكفل نفقات سفره مُعلِّمه الرسام فرانكيسكو دومينغو ماركيز (1842–1920). بيد أنه غيَّر رأيه بعدما وقعت عيناه على تماثيل لفنان عصر النهضة الشهير ميكيلانجيلو خلال رحلة قام بها إلى روما عام 1879. وهكذا عدَل عن الرسم واعتزم أن يصبح نحَّاتاً. استطاع بينلوري إبراز نفسه بمدريد عام 1887 بعدما فاز بجائزة المركز الأول في المعرض الوطني عن تمثاله التصويري للرسام خوسيه دي ريبيرا. الجدير بالذكر أن لديه شقيقين رساميّن وهما خوسيه بينلوري (1858-1937)، وخوان أنطونيو بينلوري.
يتميز أسلوب بينلوري بالطبيعانيَّة المُفصَّلة المرتبطة بالعفويّة المصطبغة بالانطباعية. وكانت النُصْب العامة والتماثيل النصفية التي أنجزها عديدة ومنها:
- قبر براخسيدس ماتيو ساغستا في مدريد.
- نُصب خوسيه دي سان مارتين في ليما.
- نُصب تذكاري برونزي لماريا كريستينا دي بوربون في مدريد.
- تمثال فروسية برونزي لألفونسو الثاني عشر ملك إسبانيا في مدريد.

كانت قد وضِعت صورته على عملة ورقية من فئة 500 بيزيتا خلال خمسينات القرن العشرين تكريماً له.

## معرض الصور
- نُصب ألفارو دي بازان (نُحت عام 1891)
- تمثال فروسية ألفونسو الثاني عشر (نُحت عام 1928)
- نُصب إيميليو كاستيلار (نُحت عام 1908)
- نصب الملكة إليزابيث وكولومبوس (غرناطة)